# Distretto di Zhanhua
Il distretto di Zhanhua (沾化区S, ZhānhuàP) è un distretto della Cina, situato nella provincia dello Shandong e amministrato dalla prefettura di Binzhou.